# Yankton
Yankton er en amerikansk by og administrativt centrum i det amerikanske county Yankton County, i staten South Dakota. I 2000 havde byen et indbyggertal på 13.528.

## Ekstern henvisning
- Yanktons hjemmeside (engelsk) Arkiveret 10. juni 2016 hos  Wayback Machine

42°52′17″N 97°23′48″V / 42.87131°N 97.39669°V